# Lipnica (gmina Knić)
Lipnica (cyr. Липница) – wieś w Serbii, w okręgu szumadijskim, w gminie Knić. W 2011 roku liczyła 459 mieszkańców.